# Ilya Zhitomirskiy
Ilya Zhitomirskiy (n. 12 de octubre de 1989 – m. 12 de noviembre de 2011; en ruso: Илья Алексеевич Житомирский, Iliá Alekséyevich Zhitomirski) fue un desarrollador de software ruso-estadounidense. Zhitomirskiy fue cofundador y desarrollador de la red social de código abierto Diaspora*.

## Edad temprana
Nacido en la Unión Soviética, Zhitomirskiy emigró hacia los Estados Unidos con sus padres cuando era niño, eventualmente estableciéndose a las afueras de Filadelfia, donde se graduó de la Lower Merion High School en 2007. Posteriormente, estudió matemáticas, economía y ciencias de la computación en la Universidad de Tulane, la Universidad de Maryland, College Park y la Universidad de Nueva York. Ahí estudió ciencias de la computación en el Courant Institute of Mathematical Sciences, donde entabló una amistad con Dan Grippi, Maxwell Salzberg y Raphael Sofaer, con quienes después fundaría la red social Diaspora*, una alternativa a Facebook, en 2010.

## Muerte
Fue encontrado muerto a los 22 años de edad en noviembre de 2011, en su hogar en San Francisco, por causas que aún se investigan.